# Budapest Challenger 2 2004
Il Budapest Challenger 2 2004 è stato un torneo di tennis facente parte della categoria ATP Challenger Series nell'ambito dell'ATP Challenger Series 2004. Il torneo si è giocato a Budapest in Ungheria dal 13 al 18 settembre 2004 su campi in terra rossa.

## Vincitori

### Singolare
Stéphane Robert ha battuto in finale  Alessio Di Mauro con il punteggio di 6–1, 4–6, 7–5

### Doppio
Juan Pablo Brzezicki /  Mariano Delfino hanno battuto in finale  Ignacio González-King /  Juan Pablo Guzmán con il punteggio di 2–6, 6–3, 6–2